# Dawn of Disease
Dawn of Disease est un groupe de death mélodique allemand originaire d'Osnabrück, en Basse-Saxe.

## Biographie
Le groupe est formé en 2003 à Osnabrück, en Basse-Saxe, avec le chanteur Thomasz Wisniewski, le guitariste Alex Miletic, le bassiste Sven Surendorf et le batteur Sebastian Timper. Un an plus tard sort le premier EP Through Bloodstained Eyes. Après des concerts avec des groupes comme Fragments of Unbecoming, Vader ou Suffocation, le groupe se dissout en 2007 après beaucoup de changements de membres.
Au printemps 2009, le chanteur Thomasz Wisniewski et le batteur Mathias Blässe reforment Dawn of Disease. Ils sont rejoints peu après par les guitaristes Lukas Kerk et Oliver Kirchner. Peu de temps avant que le groupe enregistre en novembre 2009 une démo de quatre chansons, arrive le bassiste Michael Wächter. En juin 2010, ils enregistrent le deuxième album Legends of Brutality. Six mois plus tard, le groupe signe le label NoiseArt Records qui publie l'album. En janvier 2012, il enregistre Crypts of the Unrotten aux SoundLodge Studios qui sort en avril chez NoiseArt,.
En avril 2016, le groupe publie sa chanson Through Nameless Ages, issue de leur troisième album, intitulé Worship the Grave, publié le 24 juin au label Napalm Records,.

## Membres

### Membres actuels
- Tomasz Wisniewski - chant solo (2003-2007, depuis 2009)[1]
- Mathias Blässe - batterie (2006-2007, depuis 2009)[1]
- Michael Wächter - basse (depuis 2009)[1]
- Lukas Kerk - guitare (depuis 2009)[1]
- Oliver Kirchner - guitare (depuis 2009)[1]
- Christian Timmer - batterie (depuis 2015)[1]
- Christian Wösten - basse (depuis 2016)[1]

### Anciens membres
- Sven Surendorf - basse (2003-2007)[1]
- Sebastian Timper - batterie (2003-2005)[1]
- Alex Miletic - guitare (2003-2007)[1]
- Sebastian Preuin - guitare (2006)[1]
- Stephan « Stedi » Dittrich - guitare (2007)[1]

## Discographie
- 2004 : Through Bloodstained Eyes (EP)
- 2011 : Legends of Brutality (album)
- 2012 : Crypts of the Unrotten (album)
- 2016 : Worship the Grave (album)
- 2016 : Legends of the Unrotten (compilation)
- 2017 : Ascension Gate (album)